# 1318
1318 (MCCCXVIII) a fost un an obișnuit al calendarului iulian, care a început într-o zi de marți.

## Evenimente
- 1 aprilie: Scoțienii capturează orașul Berwick-upon-Tweed de la englezi.
- 11 mai: Bătălia de la Dyser O'Dea. Trupele irlandeze ale lui Conor O'Dea înfrâng pe normanzii lui Richard de Clare.
- 12 iunie: Un raid al rușilor din Novgorod asupra orașului Åbo din Finlanda provoacă reacția Suediei; începe războiul Careliei (până la 1323).
- 18 iulie: Ordonanța de la Pontoise. Reorganizarea Consiliului regelui Franței de către Filip al V-lea cel Lung.
- 21 iulie: Regele Robert I al Neapolelui intervine în luptele interne din Genova, asediată de ghibelini.
- 25 iulie: Padova trece sub stăpânirea familiei de Carrara.
- 11 octombrie: Conferința de la Compiègne, dintre reprezentanții regelui Franței și cei ai Flandrei.
- 22 noiembrie: Acuzat de uciderea surorii hanului Uzbek al Hoardei de Aur, cneazul Mihail din Tver compare la curtea marelui han și este executat.

### Nedatate
- Constituirea ducatului Neopatros în Grecia, aflat sub suzeranitatea regilor Siciliei.
- Este creat Fondaco dei Tedeschi la Veneția, important depozit în apropiere de Rialto.
- Franciscanul Odorico din Pordenone începe o călătorie, care va atinge Persia, India, Insulinda și China.
- Genovezii din Marea Neagră fondează Chilia, la gurile Dunării.
- Numeroși călugări japonezi se stabilesc în China.
- O boală lovește turme întregi de bovine și ovine în Europa.
- Papa Ioan al XXII-lea declară ca fiind eronată doctrina franciscană cu privire la sărăcia ecleziastică.

## Arte, științe, literatură și filozofie
- Papa Ioan al XXII-lea recunoaște printr-o bulă statutul Universitatea Cambridge, în Anglia.
- Sultanul mamelucilor Al-Nasr Muhammad ridică moscheea Qalawun, în Cairo.

## Nașteri
- Albert al II-lea, duce de Mecklenburg (d. 1379)
- Boguslav al V-lea, duce de Pomerania (d. 1374)
- Iusuf I, sultan de Granada (d. 1354)
- Raymond de Capua, mare maestru al Ordinului dominican (d. 1399)
- Urban al VI-lea (n. Bartolomeo Prignano), papă (d. 1389)

## Decese
- 16 februarie: Valdemar, duce de Finlanda (n. ?)
- 18 iulie: Rashid al-Din, om de stat, medic, scriitor și istoric persan (n. 1247)
- 22 noiembrie: Mihail Iaroslavici, prinț rus (n. 1271)
- Albert al II-lea, duce de Braunschweig-Lüneburg (n. ?)
- Duccio di Buoninsegna, pictor italian (n. 1255)
- Erwin von Steinbach, arhitect și sculptor din Alsacia (n. 1244)
- George al VI-lea, rege al Georgiei (n. 1286/1289)
- Heinrich Frauenlob, muzician din Cehia (n. ?)

## Înscăunări
- 29 martie: Go-Daigo, împărat al Japoniei (1318-1339)